# Lierse SK
A Lierse SK egy belga labdarúgócsapat Lierben, amely a belga első osztályban szerepel. 1906-ban alapították, színei: sárga és fekete.

## Története
1906. március 6-án alapították, két évvel később 1908 szeptemberében a belga királyi labdarúgó-szövetség tagja lett. Négyszeres belga bajnok (1931–32, 1940–41 (nem hivatalos), 1941–42, 1959–60, 1996–97) és kétszeres kupa (1969, 1999) illetve szuperkupagyőztes (1997, 1999).

## Játékoskeret
2012. augusztus 13. alapján
| #  |     | Poszt | Név                                  |
| -- | --- | ----- | ------------------------------------ |
| 1  | BEL | K     | Matz Sels                            |
| 2  | BEL | V     | Kris De Wree                         |
| 3  | BEL | V     | Lennert Vanherberghen                |
| 4  | NED | V     | Arjan Swinkels                       |
| 5  | BEL | V     | Jonas Heymans                        |
| 7  | EGY | CS    | Mohamed El-Gabbas                    |
| 8  | MAR | KP    | Soufiane Bidaoui                     |
| 9  | BEL | KP    | Geoffry Hairemans                    |
| 10 | QAT | KP    | Hussein Yasser                       |
| 11 | BEL | CS    | Jason Adesanya                       |
| 12 | BEL | K     | Nathan Goris                         |
| 13 | EGY | V     | Ahmed Okka (on loan from Wadi Degla) |
| 14 | RSA | KP    | Daylon Claasen                       |
| 15 | BEL | V     | Fréderic Frans                       |
| 16 | BEL | V     | Miguel Dachelet                      |

| #  |     | Poszt | Név                                  |
| -- | --- | ----- | ------------------------------------ |
| 17 | GHA | KP    | Ibrahim Ayew                         |
| 18 | BEL | KP    | Thomas Wils                          |
| 19 | BEL | KP    | Benjamin Lambot                      |
| 20 | GHA | KP    | Noel Nyason                          |
| 21 | TUN | V     | Karim Saïdi                          |
| 22 | BFA | K     | Daouda Diakité                       |
| 23 | EGY | KP    | Ahmed Farag                          |
| 24 | BUL | CS    | Kostadin Hazurov                     |
| 25 | FRA | KP    | Rachid Bourabia                      |
| 27 | BEL | KP    | Glenn Claes                          |
| 29 | RSA | V     | Lance Davids                         |
| 33 | BEL | CS    | Dolly Menga                          |
| 35 | GHA | KP    | Cofie Bekoe                          |
| 37 | SVN | CS    | Uroš Palibrk (kölcsönben a Milantól) |
| 68 | BEL | KP    | Nick Spaenhoven                      |

## Sikerek
Jupiler League
- Bajnok (4): 1931–32, 1941–42, 1959–60, 1996–97
- Ezüstérmes (2): 1934–35, 1938–39

Challenge League
- Győztes (2): 1926–27, 2009–10

Belga Kupa
- Győztes (2): 1968–69, 1998–99
- Döntős (1): 1975–76

Belga Szuperkupa
- Győztes (2): 1997, 1999

## Európai kupákban való szereplés
2006. március 5. alapján:
| Sorozat              | Részvételek | Mérkőzések | Győzelem | Döntetlen | Vereség | Rúgott gólok | Kapott gólok |
| -------------------- | ----------- | ---------- | -------- | --------- | ------- | ------------ | ------------ |
| UEFA-bajnokok ligája | 2           | 10         | 1        | 1         | 8       | 6            | 19           |
| KEK                  | 2           | 6          | 3        | 0         | 3       | 12           | 12           |
| UEFA-kupa            | 5           | 18         | 5        | 3         | 10      | 28           | 28           |
| UEFA Intertotó-kupa  | 2           | 12         | 6        | 0         | 6       | 21           | 16           |